# BV-5103
La BV-5103 és una carretera actualment gestionada per la Generalitat de Catalunya. La B correspon a la demarcació de Barcelona, i la V al seu antic caràcter de veïnal. Travessa els termes municipals de Cardedeu i Llinars del Vallès, a la comarca del Vallès Oriental, i de Dosrius, a la del Maresme.

## Cardedeu
Té l'origen en el poble de Cardedeu, a la carretera BV-5108, en el barri de Can Canyes, des d'on, en direcció sud, travessa tot Cardedeu, i en surt pel Poble Sec; de seguida travessa pel damunt l'autopista E-15/AP-7 i la C-35, on troba un gran punt giratori damunt d'aquestes vies de comunicació, on deixa enrere el terme municipal de Cardedeu per entrar en el de Llinars del Vallès.

## Llinars del Vallès
Tot seguit, passa pel costat sud-oest de Can Lleget, travessa el traçat del Tren de Gran Velocitat, fa la volta per l'oest des del nord-oest del barri de Sant Josep fins al sud del Coll, i segueix pel costat nord-est la vall del Torrent Fosc, fins que travessa el vessant d'aigües que separa el Vallès Oriental del Maresme, encara dins del terme de Llinars del Vallès. Emprèn cap a llevant per la vall del Torrent del Coll, fins que arriba sota i al sud-oest del Puig Pedrós. En aquell lloc entra en el terme municipal de Dosrius.

## Dosrius
Continua per la vall d'aquest torrent cap al sud-est, i al capdavall troba la cruïlla amb la carretera B-510, on acaba el seu recorregut.